# 영국 학생 태권도 연맹
영국 학생 태권도 연맹(영어: British Student Taekwondo Federation)은 전국 학생 스포츠 연맹이자, 자선 단체이다.
이 조직은 1986년에 설립되었으며 다종목 학생 태권도 챔피언십 시리즈 토너먼트 프로그램을 포함하여 영국 전역의 대학 태권도 클럽의 서비스와 이벤트를 제공한다.